# Plinthus karooicus
Plinthus karooicus är en isörtsväxtart som beskrevs av Verdoorn. Plinthus karooicus ingår i släktet Plinthus och familjen isörtsväxter. Inga underarter finns listade i Catalogue of Life.